# Patti Vande
Patti Vande (* 17. Juli 1958 in Winnipeg) ist eine kanadische Curlerin und Olympiasiegerin.
Vande war die Ersatzspielerin der kanadischen Mannschaft bei den XV. Olympischen Winterspielen 1988 in Calgary im Curling. Die Mannschaft von Skip Linda Moore gewann die olympische Goldmedaille nach einem 7:5-Sieg im Finale gegen Schweden um Skip Elisabeth Högström. Da Curling damals noch eine Demonstrationssportart war, besitzt die Medaille keinen offiziellen Status.

## Erfolge
- 1. Platz Olympische Winterspiele 1988 (Demonstrationswettbewerb)